# Humano, demasiado humano
Humano, demasiado humano. Un libro para pensadores libres (Menschliches, Allzumenschliches. Ein Buch für freie Geister [literalmente Un libro para espíritus libres]) es un libro escrito por el filósofo alemán Friedrich Nietzsche, cuyo primer volumen fue publicado en 1878. A este le siguieron dos continuaciones posteriores, en marzo y diciembre de 1879 respectivamente: Opiniones y sentencias varias (Vermischte Meinungen und Sprüche, título también traducido como Miscelánea de opiniones y sentencias) y El caminante y su sombra (Der Wanderer und sein Schatten, también traducido como El viajero y su sombra). Estas dos secuelas fueron recogidas posteriormente (en 1886) en un único tomo, como segundo volumen de Humano, demasiado humano.
Esta obra rompe con el estilo precedente de Nietzsche y por ende denota una forma única de ver la vida. De hecho, es aquí donde ensaya por vez primera y a conciencia el uso de aforismos, cortos y penetrantes, como instrumento de escritura y comunicación de su pensamiento profundo, incisivo y a veces hasta contradictorio.
El primer volumen consta de un «Prefacio» y nueve capítulos, cuyos títulos traducidos son: «De las cosas primeras y últimas», «Para la historia de los sentimientos morales», «La vida religiosa», «Del alma de los artistas y de los escritores», «Caracteres de alta y baja cultura», «El hombre en la sociedad», «La mujer y el niño», «Ojeada acerca del Estado» y «El hombre a solas consigo mismo». Las dos secuelas siguen la misma división.